# Payer Group
Die Payer Group (Eigenschreibweise: PAYER) ist ein 1946 in Sankt Bartholomä in der Steiermark gegründetes Unternehmen der Kunststoffverarbeitung mit derzeit (Stand 2020) fünf Standorten in der Steiermark, in Ungarn und in China. Rund 1100 Mitarbeiter sind weltweit beschäftigt. Der Gruppenumsatz 2016 betrug rund 100 Millionen Euro.

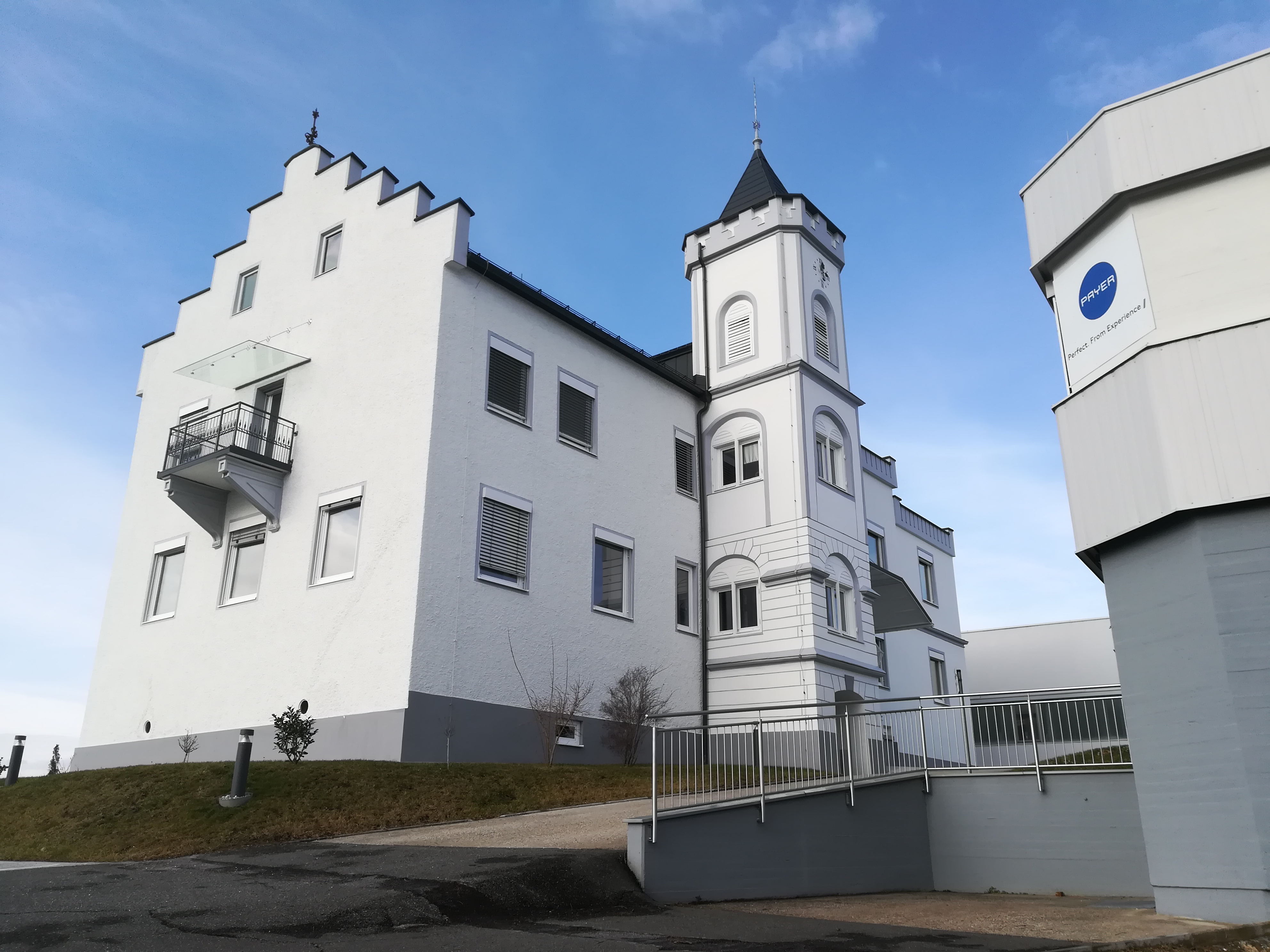
Unternehmenssitz Schloss Sonneck

Der Hauptsitz des Unternehmens ist das Schloss Sonneck in Sankt Bartholomä, wo auch das Kompetenz- und Technologiezentrum angesiedelt ist.
Die Geschäftsfelder gliedern sich in Hair Removal & Beauty, Home & Garden, Baby & Child, Medical, Automotive sowie Sports & Lifestyle.

## Geschichte

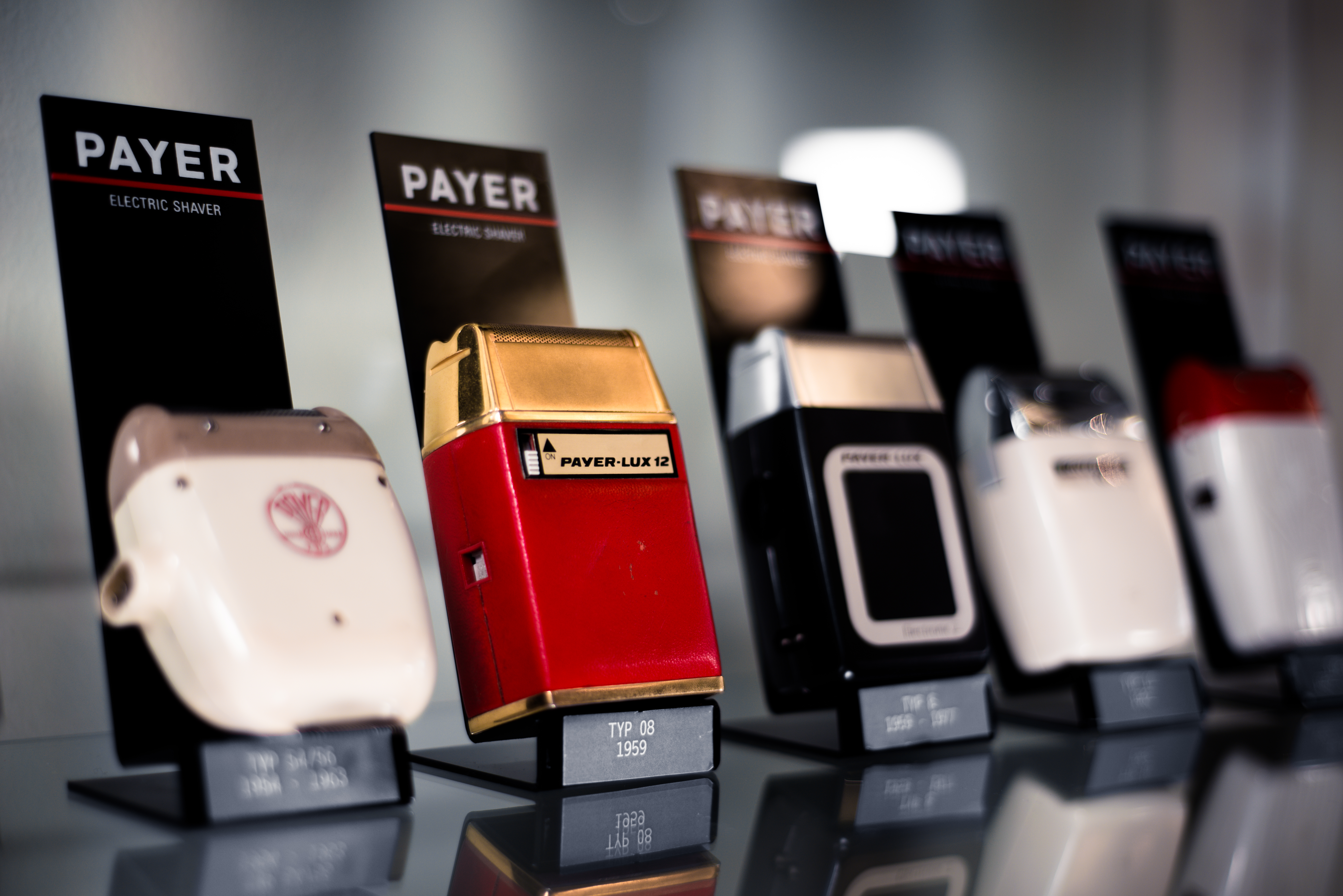
Historische Payer-Rasierapparate

Eduard Payer (* 26. Dezember 1902, Preßburg, heute Bratislava, † 1976) begann als Handelsreisender für Türschlösser und Küchenwaagen in Graz. Nach dem Zweiten Weltkrieg (1939–1945) vertrieb er Rasierapparate beim Hersteller VAEMAG (Vereinigte Alpenländische Elektro-, Maschinen- und Apparatebaugesellschaft), Graz.
1946 gründete Eduard Payer sein eigenes Unternehmen zur Entwicklung und Produktion von (Herren-)Rasierern. Sein Standort in Graz wurde zu klein, 1952 fand er das Puschenschlössl Sonneck in Sankt Bartholomä, etwas westlich von Graz. Nach dem Tod Eduard Payers im Jahr 1976 wurde das Unternehmen von seiner Tochter Ruth und seinem Schwiegersohn (ihrem Mann), Horst Stross, übernommen.
Nach dem Fall des Eisernen Vorhangs (1989) wurden Beziehungen zu ungarischen Unternehmen aufgebaut und im Jahr 1992 ein Joint Venture in Ajka, Ungarn, gegründet. Außerdem wurde Philips in den 1990er-Jahren Minderheitseigentümer. Im Jahr 1996 wurde neben den ursprünglichen elektrischen Rasierern für den Mann der erste Ladyshaver produziert, was dazu führte, dass sich das Unternehmen vom reinen Rasiererproduzenten zum Produzenten für Personal Care Produkte entwickelte.
Der Philips-Konzern erwarb 2001 die gesamten Anteile der Payer Group. Im darauffolgenden Jahr übernahm die malaysische HUI Holding die Payer Group.
Neben der Übernahme des Joint Ventures in Ajka (1997) wurden zwei weitere Standorte in China (2003 und 2005) gegründet, ein Medizintechnik Technologie- und Kompetenzzentrum in Österreich aufgebaut sowie ein weiteres Sub-Unternehmen, die Payer Medical GmbH (2014), gegründet und ein Standort in Kecskemét, Ungarn (2017) übernommen.